# 小行星9969
小行星9969（9969 Braille）是一颗绕太阳运转的小行星，为火星轨道穿越小行星。该小行星于1992年5月27日发现。
該小行星以布萊葉點字法的發明者路易·布萊葉命名。

## 轨道参数
小行星9969的轨道半长轴为2.3442998 UA，离心率为0.431。